# 2000年军情六处总部遇袭事件
2000年军情六处总部遇袭事件是指2000年9月20日，真正愛爾蘭共和軍对军情六处的SIS大樓發動的袭击。真正愛爾蘭共和軍在距离SIS大樓约300米处发射了一枚俄制RPG-22反坦克火箭弹，火箭弹击中大楼8层南面外壁，造成表层损坏。不過沒有造成人员伤亡。 
尽管伦敦在2000年之前就已成为恐怖袭击的目标，但遭到火箭弹袭击还是第一次；而且这也是首次有人在英国境内發射RPG-22反坦克火箭弹。调查方起初认为武器是來自臨時愛爾蘭共和軍，但后来确认该武器來自南斯拉夫。由于大楼结构既防弹又防炸，这场袭击只造成了极小损失，而且火箭彈連包覆层都未能击穿。

## 反应
倫敦警察廳反恐支部负责人、副助理警察总监艾伦·弗莱（Alan Fry）谴责此事是一场“对伦敦繁华地区进行的胆大包天的袭击”。
为继续开展调查，警方封锁了多個区域。倫敦滑鐵盧車站的所有车次全部暂停，車次直到9月21日下午三四点钟才恢復。